# Leonhard Joa

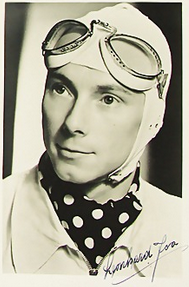
Leonhard Joa

Leonhard Joa (* 9. Dezember 1909 in Carlsberg; † 1981 ebenda) war ein deutscher Automobilrennfahrer.

## Leben
Leonhard Joa, der aus betuchtem Hause stammte, startete 1937 und 1938 als Privatfahrer vor allem bei Bergrennen. Im Jahr 1937 siegte er beim Taubensuhlrennen in Landau in der Pfalz und auf einem Bugatti T51A, der vorher Ernst Günther Burggaller gehört hatte, beim Ratisbona-Bergrennen bei Kelheim in Niederbayern. 1938 gewann Joa auf seinem T51A das Wachenburg-Rennen bei Weinheim, wiederum das Ratisbona-Bergrennen und das Dreifaltigkeitsbergrennen bei Spaichingen. Außerdem startete er vor dem Zweiten auch auf Bugatti T37, Maserati 4CLT, 6CM sowie BMW 315 Spezial. Für das Werksteam von Mercedes-Benz nahm Joa auf W 125 an Versuchsfahrten teil.

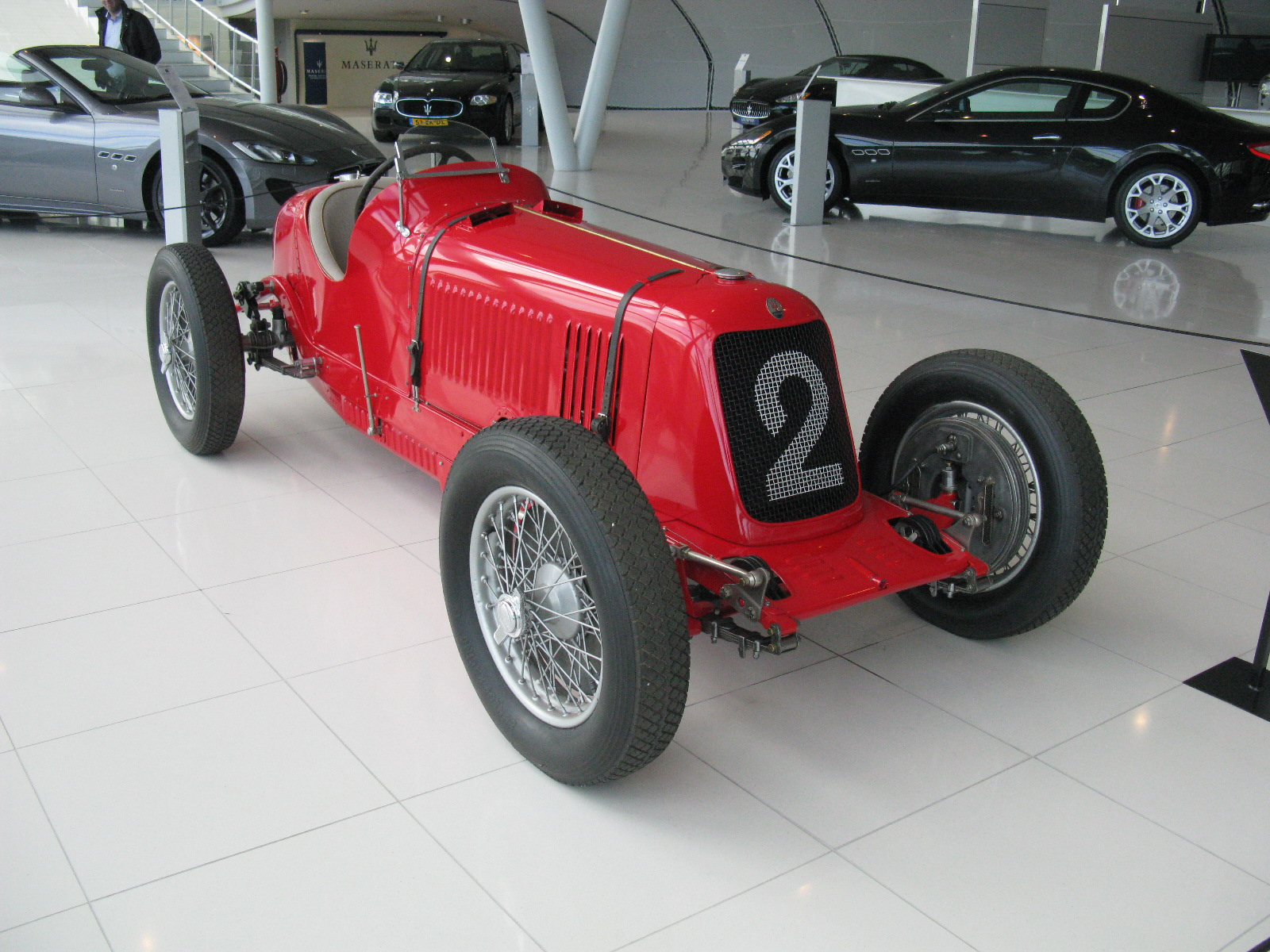
Maserati 4CM

Zusammen mit Heinz Dipper bildete Leonhard Joa die Süddeutsche Renngemeinschaft, für die er in der Saison 1939 er auf einem Maserati 4CM an mehreren Rennen der Grand-Prix-Europameisterschaft teilnahm. Beim Großen Preis von Deutschland auf der Nürburgring-Nordschleife wurde er als letzter ins Ziel gekommener Fahrer Siebenter. Bei weiteren Rennen des Jahres – u. a. der Coppa Acerbo, der Coppa Ciano, dem Großen Preis der Schweiz und im Rahmen des Großen Preises von Frankreich – startete Joa in der Voiturette-Kategorie, schied dabei aber jeweils aus.
Ab 1947 ging Leonhard Joa bei den ersten Nachkriegsrennen in Deutschland an den Start. Am 11. Mai wurde er auf Maserati hinter Hans Stuck (Cisitalia D46) Zweiter auf dem Hockenheimring. Im August 1947 gewann er das Eggbergrennen in Bad Säckingen und besiegte bei dieser Gelegenheit den Bergkönig Stuck.
Leonhard Joa, der begeisterter Kegler war, verstarb im Jahr 1981 im Sportheim des TuS Carlsberg bei der Ausübung dieses Sports.

## Vorkriegs-Grand-Prix-Ergebnisse
| Saison | Team                         | Wagen        | 1  | 2 | 3 | 4 | Punkte | Position |
| ------ | ---------------------------- | ------------ | -- | - | - | - | ------ | -------- |
| 1939   | Süddeutsche Renngemeinschaft | Maserati 4CM |    |   |   |   | 28     | 16.      |
| 1939   | Süddeutsche Renngemeinschaft | Maserati 4CM | 7. |   |   |   | 28     | 16.      |

| Legende  | Legende                                                                   | Legende                                                                   | Legende   |
| Farbe    | Bedeutung                                                                 | Bedeutung                                                                 | EM-Punkte |
| -------- | ------------------------------------------------------------------------- | ------------------------------------------------------------------------- | --------- |
| Gold     | Sieg                                                                      | Sieg                                                                      | 1         |
| Silber   | 2. Platz                                                                  | 2. Platz                                                                  | 2         |
| Bronze   | 3. Platz                                                                  | 3. Platz                                                                  | 3         |
| Grün     | Klassifiziert, mehr als 75% der Renndistanz zurückgelegt                  | Klassifiziert, mehr als 75% der Renndistanz zurückgelegt                  | 4         |
| Blau     | nicht punkteberechtigt, zwischen 50% und 75% der Renndistanz zurückgelegt | nicht punkteberechtigt, zwischen 50% und 75% der Renndistanz zurückgelegt | 5         |
| Violett  | nicht punkteberechtigt, zwischen 25% und 50% der Renndistanz zurückgelegt | nicht punkteberechtigt, zwischen 25% und 50% der Renndistanz zurückgelegt | 6         |
| Rot      | nicht punkteberechtigt, weniger als 25% der Renndistanz zurückgelegt      | nicht punkteberechtigt, weniger als 25% der Renndistanz zurückgelegt      | 7         |
| Farbe    | Abkürzung                                                                 | Bedeutung                                                                 | EM-Punkte |
| Schwarz  | DSQ                                                                       | disqualifiziert (disqualified)                                            | 8         |
| Weiß     | DNS                                                                       | nicht gestartet (did not start)                                           | 8         |
| Weiß     | DNA                                                                       | nicht erschienen (did not arrive)                                         | 8         |
| sonstige | P/fett                                                                    | Pole-Position                                                             | 8         |
| sonstige | SR/kursiv                                                                 | Schnellste Rennrunde                                                      | 8         |
| sonstige | DNF                                                                       | Rennen nicht beendet (did not finish)                                     | 8         |